# Haven van Rijswijk

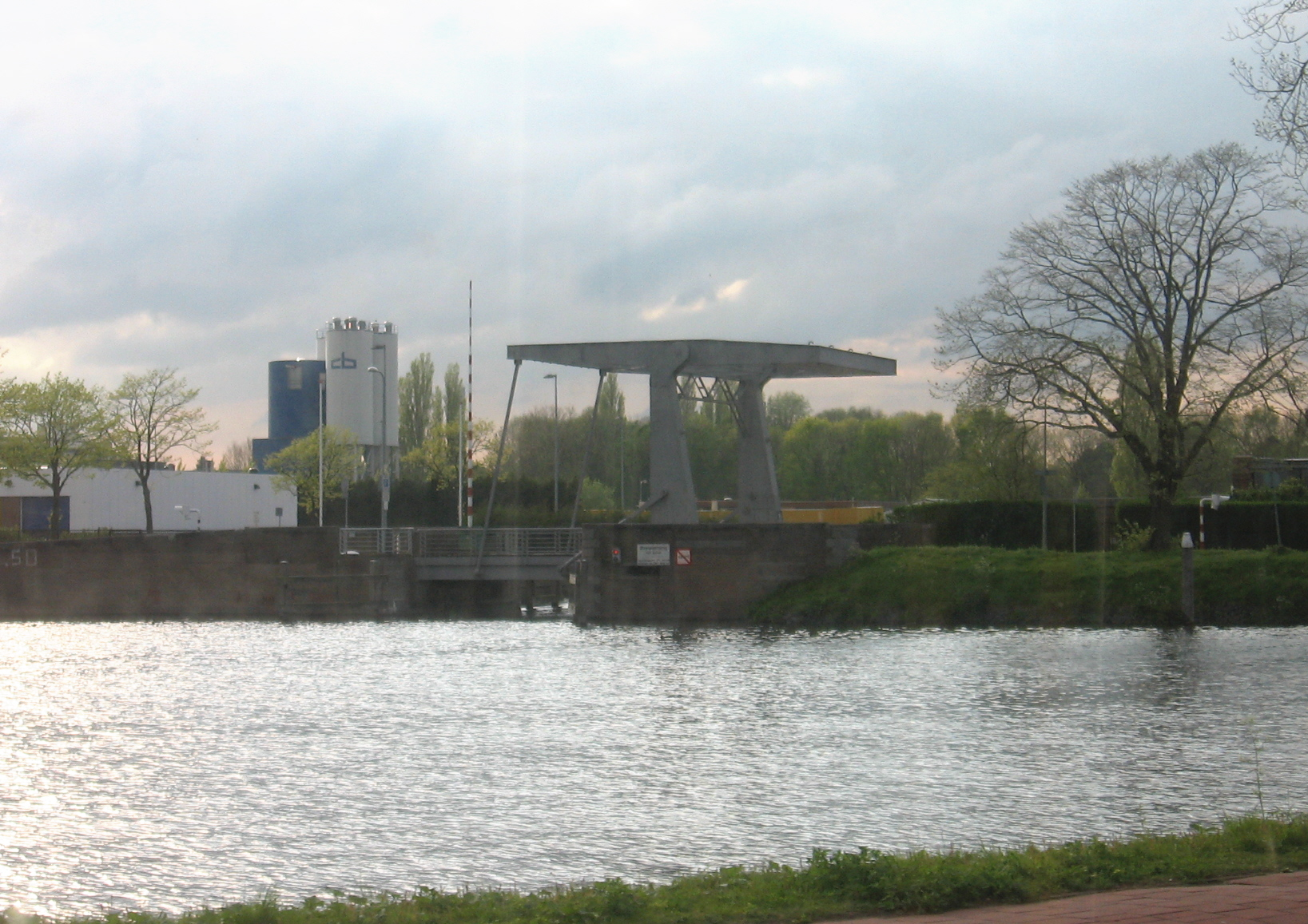
Vliet met de Steenplaetsbrug, ingang van de haven

De haven van Rijswijk is een haven in de Nederlandse plaats Rijswijk (Zuid-Holland). Deze haven ligt tussen de Plaspoelpolder, de Delftse Vliet en de meest zuidelijk gelegen woningbouw van 'Oud Rijswijk'. Geografisch behoort het havengebied tot de Plaspoelpolder (Rijswijk - Wijk 08 - Buurt 81 Plaspoelpolder). 
De haven is tijdens de crisisjaren van de 20e eeuw met de hand gegraven als werkverschaffingsproject voor werkloze Rijswijkers en werd opgeleverd in 1937. De haven was verdeeld in drie delen: de Houthaven met een lengte van 155 meter, de kortere Industriehaven en een kleine zijhaven van de Houthaven. Omdat de haven bereikbaar en diep genoeg was voor kleine zeeschepen, zoals coasters, kreeg zij het predicaat van zeehaven. De Houthaven met de zijhaven deden vanaf 1953 dienst als aanvoerhaven voor bewerkt hout dat bij de Nehim werd opgeslagen en verhandeld, de Industriehaven voor steenkool, zand, grind en mest, dat in vrachtwagens werd overgeladen en verder de regio in werd getransporteerd. Tot 1956 werd olie, afkomstig van de NAM-oliewinning in de Hoekpolder, overgeladen in lichters, die voor verder transport naar de olieraffinaderij in Pernis zorgden. Bij de bouw van de bedrijven in het Industrieschap De Plaspoelpolder werd de haven gebruikt voor de aanvoer van grote objecten, zoals stookinstallaties en bouwmaterialen. Rond de haven lag een klein industrieterrein met bedrijven, zoals  een schrootverwerkingsbedrijf, een betoncentrale, een kaarsenfabriek, de fabriek van Indola (kappersbenodigheden).
Tot 2000 was het gebied een industrieterrein. Langs de haven is in 2006 het nieuwbouwproject Vliethaven gerealiseerd op de plek waar de voormalige gemeentewerf was gesitueerd.
De Steenplaetsbrug geeft toegang tot de haven.